# Femtocella
Nell'ambito delle telecomunicazioni, una femtocella è una piccola stazione radio base cellulare, a bassa potenza, solitamente progettata per l’utilizzo in casa o in piccole attività commerciali. Un termine più ampio maggiormente diffuso nell’industria è small cell, con femtocella come sottogruppo. Anche chiamata femto Access Point, si connette alla rete del service provider attraverso la banda larga (come DSL o cablata); i progetti attuali supportano tipicamente da quattro a otto telefoni cellulari attivi simultaneamente in configurazioni residenziali in base al numero di versione e all’hardware della femtocella, e da otto a sedici telefoni cellulari in configurazioni aziendali. Una femtocella permette ai service provider di estendere la copertura del servizio in zone al chiuso o ai limiti della cella, specialmente dove l’accesso sarebbe altrimenti limitato o non disponibile. Nonostante l’attenzione sia focalizzata sul WCDMA, l’idea è applicabile a tutti gli standard di telefonia cellulare, inclusi GSM, CDMA2000, TD-SCMA, WiMAX e LTE.

## Descrizione
L’utilizzo di femtocelle porta benefici sia all’operatore mobile che al consumatore. Per l’operatore mobile, i vantaggi di una femtocella sono miglioramenti sia alla copertura, in particolar modo in zone al chiuso, sia alla capacità. La copertura è migliorata perché le femtocelle possono coprire gli spazi non raggiunti ed eliminare la perdita di segnale attraverso gli edifici. La capacità è migliorata dalla riduzione del numero di cellulari che tentano di usare le celle principali della rete e dallo scaricamento del traffico attraverso la rete dell’utente (via Internet) all’infrastruttura dell’operatore. Invece di utilizzare l’infrastruttura dell’operatore (collegamenti microonde, etc.) viene utilizzato internet. Grazie al meccanismo del breathe delle reti 3G, scaricare su una femtocella estende la distanza di copertura fisica della rete da ogni torre.
Gli utenti e i piccoli business beneficiano di un buon miglioramento della copertura e di un segnale più forte in quanto di fatto hanno una stazione base all’interno dei loro edifici. Come risultato dell’essere relativamente vicini alla femtocella, i telefoni cellulari (appartenenti all’utente) consumando significativamente meno energia per comunicarvici, ottenendo così un incremento di durata della batteria. I telefoni cellulari potrebbero ottenere una migliore qualità della voce (HD voice) in base a diversi fattori come operatore/supporto della rete, contratto del cliente/prezzo del piano, tipo di cellulare e sistema operativo di supporto. Alcuni operatori potrebbero anche offrire tariffe interessanti, per esempio sconti sulle chiamate da casa.
Le femtocelle sono un modo alternativo di portare benefici alla fixed-mobile convergence (FMC). La distinzione è che la maggior parte delle architetture FMC richiede nuovi dispositivi dual-mode che funzionano con access point wireless home/ enterprise esistenti a spettro senza licenza (uso condiviso), mentre una soluzione basata su femtocelle lavorerà con dispositivi esistenti che richiedono però l’installazione di un nuovo access point che utilizza uno spettro con licenza (uso esclusivo).
Molti operatori a livello mondiale offrono servizi di femtocelle, in maggior parte rivolti ad aziende, ma anche a clienti individuali (spesso su pagamento di una tantum) quando reclamano all’operatore un segnalo scarso o assente nei luoghi in cui abitano. Operatori che hanno avviato un servizio di femtocelle sono SFR, AT&T, Sprint Nextel, Verizon, Zain, Mobile TeleSystems, T-Mobile US, Orange, Vodafone, EE, O2, Three, e altri.
Usando la terminologia di 3GPP, un Home NodeB (HNB) è una femtocella 3G. Un Home eNodeB (HeNB) è una femtocella LTE 4G.
Solitamente il range di una stazione radio base standard può arrivare fino a 35 chilometri, di una microcella è meno di due chilometri, di una picocella è 200 metri o meno, e di una femtocella è dell’ordine di 10 metri, anche se AT&T chiama il suo prodotto, con un range di 12 metri, una “microcell”. AT&T utilizza “AT&T 3G MicroCell” come trade mark e quindi non indica necessariamente la tecnologia microcella.

### Interfacce radio
Sebbene gran parte del focus commerciale sembra essere stato sul sistema mobile universale di telecomunicazioni (UMTS), il concetto è ugualmente applicabile a tutte le interfacce radio. Infatti, la prima installazione commerciale fu il cdma2000 Airave nel 2007 da Sprint.
Le femtocelle sono anche in fase di sviluppo o commercialmente disponibili per GSM, TD-SCDMA, WiMAX e LTE.
La funzionalità e le interfacce di H(e)NB sono sostanzialmente le stesse per High-Speed Packet Access (HSPA) o stazioni base LTE, ad eccezione di poche funzioni aggiuntive. Le differenze consistono principalmente nel supportare le differenze nel controllo degli accessi per supportare l'accesso chiuso per installazioni residenziali o l'accesso aperto per installazioni aziendali, nonché la funzionalità di passaggio per gli abbonati attivi e le procedure di selezione delle celle per gli abbonati inattivi. Per LTE sono state aggiunte funzionalità aggiuntive riepilogate nella Release 9 del 3GPP.

### Architetture standardizzate

Versione semplificata dei tradizionali Node B e Home Node B (femtocella 3G) nell'architettura 3G

Gli organismi di standardizzazione hanno pubblicato le specifiche formali per le tecnologie più popolari per le femtocelle, ossia WCDMA, CDMA2000, LTE e WiMAX. Queste si conformano tutte sostanzialmente ad un'architettura con tre elementi principali:
1. I femtocell access point stessi, i quali incorporano funzionalità di rete superiori a quelle delle stazioni base macrocelle, come le funzioni di controllo delle risorse radio. Ciò permette un’autonomia molto maggiore all’interno della femtocella, consentendo l’autoconfigurazione e l’auto-ottimizzazione. Le femtocelle sono connesse ai centri di commutazione dell’operatore di rete utilizzando la banda larga, come DSL o modem cablati.
2. Il femtocell gateaway, che comprende un security gateway che mette fine ad un gran numero di connessioni di dati IP crittografate da centinaia di migliaia di femtocelle, e un signalling gateaway che aggrega e valida il traffico di segnalazione, autentica ogni femtocella e si interfaccia con i centri di commutazione di rete mobile utilizzando protocolli standard, come Iuh.
3. La gestione e il sistema operativo che permette update software e l’amministrazione di controlli diagnostici. Questi utilizzano solitamente lo stesso protocollo di gestione TR-069 pubblicato dal Broadband Forum utilizzato anche per l’amministrazione di modem residenziali.

L’interfaccia chiave in queste architetture è fra il femtocell access point e il femtocell gateaway. La standardizzazione permette una scelta più ampia di femtocelle per poter essere utilizzate con qualsiasi gateaway, incrementando la pressione competitiva e guidando i costi al ribasso. Per le femtocelle WCDMA comuni, questa è definita interfaccia Iuh. Nell’architettura Iuh, il femtocell gateaway si trova tra la femtocella e la rete principale ed effettua le traslazioni necessarie per assicurare che la femtocella sia vista come controller di rete radio dai centri di commutazione mobile (MSCs) esistenti. Ogni femtocella comunica col femtocell gateaway e il femtocell gateaway comunica con gli elementi della rete centrale (CNE) (MSC per le chiamate a commutazione di circuito, SGSN per la chiamate a commutazione di pacchetto). Questo modello è stato proposto dal 3GPP e dal Femto Forum. Nuovi protocolli (HNBAP [Home Node B Application Part] and RUA [RANAP User Adaptation]) sono stati derivati; HNBAP è utilizzato per il segnale di controllo tra HNB e HNB-GW mentre RUA è un meccanismo leggero per rimpiazzare il Signalling Connection Control Part (SCCP) e i protocolli Message Transfer Part Level 3 User Adaptation Layer (M3UA) nel Radio Network Controller (RNC); la sua funzione primaria è il trasferimento trasparente dei messaggi Radio Access Network Application Part (RANAP).
Nel Marzo del 2010, il Femto Forum e ETSI hanno condotto il primo Plugfest per promuovere l’interoperabilità degli standard Iuh.
Lo standard CDMA2000 rilasciato nel Marzo del 2010 differisce leggermente adottando il protocollo di iniziazione della sessione (SIP) per instaurare una connessione tra la femtocella e un server di convergenza della femtocella (FCS) Le chiamate vocali sono instradate attraverso l’FCS che emula un MSC. SIP non è richiesto o utilizzato dai dispositivi mobili. Nell’architettura SIP, la femtocella si connette alla rete principale dell’operatore mobile che è basata sull’architettura SIP/IMS. Questo si ottiene facendo agire le femtocelle verso la rete SIP/IMS come un client SIP/IMS convertendo la segnalazione 3G di commutazione di circuito in segnalazione SIP/IMS, e trasportando il traffico voce su RTP come definito dagli standard IETF.

## Panoramica e benefici

### Modalità operativa
Le femtocelle sono vendute o concesse in prestito da operatori di telefonia mobile - in inglese mobile network operator (MNO) - ai propri clienti residenziali o enterprise. Una femtocella è tipicamente della dimensione di un gateaway residenziale o anche più piccola, e si connette alla banda larga dell’utente. Esistono anche femtocelle integrate (che includono sia un router DSL che una femtocella). Una volta collegata, la femtocella si connette alla rete mobile dell’MNO, e fornisce una maggior copertura. Dal punto di vista dell’utente, è un plug and play, non ci sono installazioni specifiche o conoscenze tecniche richieste - chiunque può installare una femtocella a casa.
Nella maggior parte dei casi, l’utente deve dichiarare a quali numeri telefonici è consentita la connessione alla sua femtocella, solitamente attraverso un’interfaccia web fornita dall’MNO. Questo deve essere fatto una sola volta. Quando questi telefoni cellulari arrivano sotto la copertura di una femtocella, effettuano automaticamente uno switch dalla macrocella (outdoor) alla femtocella. Molti MNO forniscono un modo per far sì che l’utente sia a conoscenza di questo switch, per esempio mostrando un nome di rete differente nel telefono cellulare. Tutte le comunicazioni passeranno poi automaticamente attraverso la femtocella. Quando l’utente esce dalla copertura della femtocella (che stia effettuando una chiamata o no), il cellulare si riconnetterà alla rete di macrocelle senza problemi. Le femtocelle richiedono hardware specifico, quindi router WiFi o DSL esistenti non possono essere aggiornati a femtocelle.
Una volta installate in una specifica locazione, la maggior parte delle femtocelle hanno meccanismi di protezione così che cambi di locazione verranno riportati all’MNO. La possibilità di consentire alle femtocelle di funzionare in diverse locazioni dipende dalle policy dell’MNO. Cambi di locazione internazionali di una femtocella non sono permessi perché trasmette a frequenze registrate che appartengono a diversi operatori di rete in diverse nazioni.

### Benefici per l'utente
I principali benefici per un utente sono i seguenti:
- Copertura di “5 bar” dove non c’è segnale o si ha un segnale debole
- Maggior capacità per i dati mobile, la quale è importante se l’utente utilizza i dati mobile nel suo telefono cellulare (potrebbe non essere di rilievo per un gran numero di subscriber che utilizzano il WiFi dove la femtocella è installata)
- In base alle policy del’MNO, possono essere applicate tariffe speciali per chiamate sotto la copertura della femtocella
- Per gli utenti enterprise, utilizzare femtocelle al posto di apparati DECT (“cordless” home) consente di avere un singolo telefono, quindi una singola lista di contatti, ecc.
- Aumento di durata della batteria per dispositivi mobile grazie una distanza trasmettitore-ricevitore ridotta
- Il problema di scaricamento della batteria degli operatori mobili può essere eliminato grazie all’efficienza energetica delle reti con conseguente prolungamento della durata della batteria dei telefoni.[13]

Le femtocelle possono essere usate per avere copertura in aree rurali.

## Problematiche

### Interferenza
Il posizionamento di una femtocella ha un effetto critico sulle prestazioni della rete più ampia e questo è il problema chiave da affrontare per un'installazione di successo. Poiché le femtocelle possono utilizzare le stesse bande di frequenza della rete cellulare convenzionale, c'è stata la preoccupazione che anziché migliorare la situazione potessero potenzialmente causare problemi.
Le femtocelle incorporano le tecniche di mitigazione delle interferenze - rilevando macrocelle, regolando la potenza e rimescolando i codici di conseguenza. Ralph de la Vega, presidente di AT & T, nel giugno 2011 ha raccomandato di non usare femtocelle dove la potenza del segnale era media o forte a causa di problemi di interferenza scoperti dopo una distribuzione su vasta scala. Ciò differisce dalle precedenti opinioni espresse da AT & T e altri.
Un buon esempio sono i commenti fatti da Gordon Mansfield, direttore esecutivo di RAN Delivery, AT & T, parlando al Femtozone al CTIA nel marzo 2010:

"Abbiamo implementato una femtocella co-carrier con entrambi i canali di hopping per macrocelle GSM e con macrocelle UMTS.Le interferenze non sono un problema. Abbiamo testato in modo estensivo le femtocelle nelle installazioni di clienti con migliaia di femtocelle, e abbiamo scoperto che le tecniche di mitigazione implementate minimizzano ed evitano interferenze con successo: più femtocelle si distribuiscono, più si riduce l'interferenza in uplink."

Il Femto Forum ha alcune relazioni estese su questo argomento, che sono state prodotte insieme a 3GPP e 3GPP2.
Per citare dal documento di sintesi - Riepilogo dei risultati:

Le simulazioni eseguite dal Femto Forum WG2 e dal 3GPP RAN4 comprendono un ampio spettro di possibili scenari di distribuzione, tra cui distribuzione a canali condivisi e a canali dedicati. Inoltre, gli studi hanno esaminato l'impatto in diverse morfologie, nonché l'accesso al chiuso rispetto a quello all'aperto. Le seguenti sono le conclusioni generali degli studi:
1. Quando le femtocelle vengono utilizzate in aree con copertura scarsa o assente, è improbabile che l'interferenza macro/femto sia un problema.
2. Se la rete femto condivide il canale (co-canale) con la rete macro, possono verificarsi interferenze. Tuttavia, se vengono adottate le tecniche di gestione delle interferenze raccomandate dal Femto Forum, l'interferenza risultante può essere mitigata nella maggior parte dei casi.
3. È improbabile che una rete femtocelle installata su un canale dedicato adiacente crei interferenze a una rete macro. Inoltre, l'impatto di una rete macro sulle prestazioni di una femtocella su un canale adiacente è limitato a casi isolati. Se vengono utilizzate le tecniche di attenuazione delle interferenze raccomandate dal Foro di Femto, l'impatto è ulteriormente marginalizzato.
4. L'accesso al chiuso rappresenta lo scenario peggiore per la creazione di interferenze. L'accesso all'aperto riduce le possibilità che l'Apparecchiatura Utente (telefoni cellulari, dongle dati 3G, ecc.) interferisca sulla rete macro con una femtocella prossimale.
5. Le stesse conclusioni sono state raggiunte per le distribuzioni a 850 MHz (banda 17PP 17) e 2100 MHz (banda 1 3GPP) che sono state studiate.
Le conclusioni sono comuni alle bande a 850 MHz e 2100 MHz simulate negli studi e possono essere estrapolate ad altre bande mobili. Con le tecniche di mitigazione delle interferenze implementate con successo, le simulazioni dimostrano che le implementazioni di femtocelle possono abilitare reti ad altissima capacità fornendo un aumento della capacità da 10 a 100 volte con un impatto minimo sulla zona morta e un aumento del rumore accettabile.
Le femtocelle possono anche creare un'esperienza utente molto migliore, consentendo velocità di trasferimento dati notevolmente superiori rispetto a quelle ottenibili con una rete macro e i throughput net che saranno in ultima analisi limitati dal backhaul nella maggior parte dei casi (oltre 20 Mbps in 5 MHz).

### Intercettazione legale
Le stazioni base access point, in comune con tutti gli altri sistemi di comunicazione pubblici, sono, nella maggior parte dei paesi, richieste per soddisfare i requisiti legali di intercettazione.

### Ubicazione dell'attrezzatura
Altre questioni regolamentari riguardano il requisito, nella maggior parte dei paesi, che l'operatore di una rete sia in grado di mostrare esattamente dove si trova ciascuna stazione base e per i requisiti E911 di fornire la posizione registrata dell'apparecchiatura ai servizi di emergenza. Ad esempio, ci sono dei problemi per le stazioni base access point vendute ai consumatori per l'installazione domestica. Inoltre, un consumatore potrebbe provare a portare con sé la sua stazione base in un paese in cui non è autorizzato. Alcuni produttori utilizzano il GPS all'interno dell'apparecchiatura per bloccare la femtocella quando viene spostata in un altro paese; questo approccio è contestato, poiché il GPS spesso non è in grado di ottenere la posizione all'interno a causa del segnale debole.

### Chiamate d'emergenza
Le stazioni base access point sono inoltre necessarie, dal momento che effettuano chiamate vocali, per fornire un servizio di emergenza 118 (o 911, 112, ecc.), come nel caso dei fornitori di servizi VoIP in alcune giurisdizioni. Questo servizio deve soddisfare gli stessi requisiti di disponibilità degli attuali sistemi telefonici cablati. Semplicemente i telefoni devono funzionare se la rete elettrica AC è oscurata. Ci sono diversi modi per raggiungere questo obiettivo, come fonti di energia alternative o il fall-back su infrastruttura telefonica esistente.

### Qualità del servizio
Quando si utilizza una connessione backhaul domestica Ethernet o ADSL, una stazione base access point deve condividere la larghezza di banda backhaul con altri servizi, quali navigazione Internet, console di gioco, set-top box e apparecchiature triple-play in generale, o in alternativa sostituire direttamente queste funzioni all'interno di un'unità integrata. Negli approcci a larghezza di banda condivisa, che rappresentano la maggior parte dei progetti attualmente in fase di sviluppo, l'effetto sulla qualità del servizio potrebbe essere un problema.
L'adozione dei servizi di femtocelle dipenderà dall'affidabilità e dalla qualità della rete dell'operatore cellulare e della connessione a banda larga di terzi, e l'abbonato della connessione a banda larga capirà il concetto di utilizzo della larghezza di banda da parte di diverse applicazioni che può utilizzare. Quando le cose funzionano male, gli abbonati si rivolgono agli operatori di telefonia mobile per il supporto anche se la causa principale del problema risiede nella connessione a banda larga dell'abitazione o del posto di lavoro. Pertanto, gli effetti di eventuali problemi della rete a banda larga dell'ISP di terzi o di politiche di gestione del traffico devono essere monitorati molto attentamente e le ramificazioni comunicate rapidamente agli abbonati.
Un problema chiave recentemente identificato è il traffic shaping da parte di molti ISP sul protocollo di trasporto sottostante IPSec.

### Accuratezza dello spettro
Per soddisfare i requisiti di maschera dello spettro della Federal Communications Commission (FCC) / Ofcom, le femtocelle devono generare il segnale di radiofrequenza con un alto grado di precisione. Fare questo per un periodo di tempo prolungato rappresenta una grande sfida tecnica. La soluzione a questo problema è utilizzare un segnale esterno accurato per calibrare costantemente l'oscillatore per garantire che venga mantenuta la sua precisione. Questo non è semplice (il backhaul a banda larga introduce problemi di jitter / wander di rete e precisione del clock recuperato), ma tecnologie come lo standard di sincronizzazione dell'ora IEEE 1588 possono risolvere il problema. Inoltre, il Network Time Protocol (NTP) viene perseguito da alcuni sviluppatori come una possibile soluzione per fornire stabilità di frequenza. Si potrebbe anche utilizzare la temporizzazione GPS per la sincronizzazione, come avviene spesso nelle stazioni base convenzionali (macrocelle), sebbene vi siano preoccupazioni sul costo e sulla difficoltà di assicurare una buona copertura GPS.
Gli enti normativi hanno riconosciuto questa sfida e le implicazioni sul costo del dispositivo. Ad esempio, 3GPP ha rilassato la precisione da 50 ppb parti per miliardo a 100 ppb per le stazioni base interne nella Release 6 ed ulteriormente fino a 250 ppb per il nodo Home B nella Release 8.

### Sicurezza
Alla conferenza Black Hat hacker del 2013 a Las Vegas, NV, una coppia di ricercatori della sicurezza ha descritto la loro capacità di utilizzare una femtocella Verizon per intercettare segretamente le chiamate vocali, i dati e i messaggi di testo SMS di qualsiasi telefono collegato al dispositivo.
Durante una dimostrazione del loro exploit, hanno mostrato come potevano iniziare a registrare l'audio da un telefono cellulare ancora prima che iniziasse la chiamata. La registrazione includeva entrambi i lati della conversazione. Hanno anche dimostrato come si potrebbe ingannare l'iMessage di Apple - che crittografa i testi inviati tramite la rete usando SSL, rendendoli illeggibili ai ficcanaso, permettendo anche alla femtocella di intercettare i messaggi.
Hanno inoltre dimostrato che era possibile "clonare" un telefono cellulare che utilizza una rete CDMA raccogliendo a distanza il suo ID number attraverso la femtocella, nonostante le misure di sicurezza aggiuntive per prevenire la clonazione dei telefoni CDMA.

### Controversia sulla proposta ai consumatori
L'impatto di una femtocella è molto spesso quello di migliorare la copertura cellulare, senza che l'operatore cellulare debba migliorare la propria infrastruttura (torri cellulari, ecc.). Questo è un guadagno netto per l'operatore cellulare. Tuttavia, l'utente deve fornire e pagare una connessione Internet per instradare il traffico della femtocella e quindi (di solito) pagare una tariffa aggiuntiva una tantum o mensile al gestore telefonico. Alcuni si sono opposti all'idea che ai consumatori venga chiesto di pagare per alleviare le carenze della rete. D'altra parte, le femtocelle residenziali normalmente forniscono una "cellula personale" che fornisce benefici solo alla famiglia e agli amici del proprietario.
La differenza sta nel fatto che, mentre la copertura mobile viene fornita attraverso le sottoscrizioni di un operatore con un modello di business, una fibra fissa o cavo possono funzionare con un modello di business completamente diverso. Ad esempio, gli operatori di telefonia mobile possono comportare restrizioni sui servizi che un operatore su un fisso non può. Inoltre, il WiFi si connette a una rete locale come server domestici e lettori multimediali. Questa rete non dovrebbe essere alla portata dell'operatore di telefonia mobile.

## Distribuzione
Secondo la società di ricerche di mercato Informa e il Femto Forum, a partire dal dicembre 2010 diciotto operatori hanno lanciato servizi di femtocelle commerciali, con un totale di trenta impegnati nella distribuzione.
Alla fine del 2011, le spedizioni di femtocelle avevano raggiunto circa 2 milioni di unità distribuite all'anno, e il mercato dovrebbe crescere rapidamente con segmenti distinti per le distribuzioni di femtocelle a consumatori, imprese e carrier-grade. Si stima che le spedizioni di femtocelle abbiano raggiunto quasi 2 milioni alla fine del 2010. La società di ricerca Berg Insight stima che le spedizioni cresceranno a 12 milioni di unità in tutto il mondo nel 2014.
Negli Stati Uniti, le implementazioni più significative fino a dicembre 2010 sono state di Sprint Nextel, Verizon Wireless e AT & T Wireless. Sprint ha iniziato nel terzo trimestre del 2007 con un lancio limitato (Denver e Indianapolis) di una femtocella home-based costruita da Samsung Electronics chiamata Sprint Airave che funziona con qualsiasi telefono Sprint. Dal 17 agosto 2008, l'Airave è stata lanciata su base nazionale. Altri operatori negli Stati Uniti hanno seguito l'esempio. Nel gennaio 2009, Verizon ha lanciato il suo Wireless Network Extender, basato sullo stesso design del sistema Sprint / Samsung. Alla fine di marzo 2010, AT & T ha annunciato il lancio a livello nazionale del suo 3G MicroCell, che è iniziato ad aprile. L'apparecchiatura è composta da Cisco Systems e ip.access, ed è stata la prima femtocella 3G negli Stati Uniti a supportare sia la voce che i dati HSPA. Sia Sprint che Verizon hanno aggiornato le femtocelle 3G CDMA nel corso del 2010, con capacità per più chiamate simultanee e velocità dati molto più elevate. Nel novembre 2015, T-Mobile US ha iniziato lo sviluppo di femtocelle 4G LTE prodotte da Alcatel Lucent.
In Asia, diversi fornitori di servizi hanno lanciato reti femtocell. In Giappone, SoftBank ha lanciato il suo servizio 3G femtocell residenziale nel gennaio 2009 con i dispositivi forniti da Ubiquisys. Nello stesso anno, l'operatore ha lanciato un progetto per distribuire femtocelle per fornire servizi all'aperto in ambienti rurali in cui la copertura esistente è limitata. Nel maggio 2010, SoftBank Mobile ha lanciato la prima offerta gratuita di femtocell, fornendo gratuitamente femtocelle ad accesso aperto ai propri clienti residenziali e commerciali. A Singapore, Starhub ha lanciato i suoi primi servizi commerciali a femtocella 3G a livello nazionale con i dispositivi forniti da Huawei Technologies, anche se l'assorbimento è basso, mentre l'offerta di Singtel è rivolta alle piccole medie imprese. Nel 2009, China Unicom ha annunciato la propria rete femtocell. NTT DoCoMo in Giappone ha lanciato il proprio servizio femtocell il 10 novembre 2009.
Nel luglio 2009, Vodafone ha rilasciato la prima rete femtocelle in Europa, Vodafone Access Gateway fornita da Alcatel-Lucent. Questa è stata rinominata SureSignal nel gennaio 2010, dopo di che Vodafone ha lanciato anche servizi in Spagna, Grecia, Nuova Zelanda, Italia, Irlanda, Ungheria e Paesi Bassi. Da allora altri operatori in Europa hanno seguito l'esempio.
| Operatore        | Paese         | Data di lancio | Note                                                                |
| ---------------- | ------------- | -------------- | ------------------------------------------------------------------- |
| Sprint           | Stati Uniti   | settembre 2007 | fornita da Samsung, Airvana (ora CommScope)                         |
| StarHub          | Singapore     | novembre 2008  | fornita da Huawei                                                   |
| SoftBank         | Giappone      | gennaio 2009   | fornita da Ubiquisys                                                |
| Verizon Wireless | Stati Uniti   | gennaio 2009   | [ 43 ]                                                              |
| TDC              | Danimarca     | aprile 2009    | fornita da Ubiquisys                                                |
| Vodafone         | Regno Unito   | luglio 2009    |                                                                     |
| AT&T             | Stati Uniti   | settembre 2009 | [ 43 ]                                                              |
| China Unicom     | Cina          | novembre 2009  | [ 43 ]                                                              |
| NTT DoCoMo       | Giappone      | novembre 2009  |                                                                     |
| SFR              | Francia       | novembre 2009  | fornita da Ubiquisys                                                |
| NOS              | Portogallo    | dicembre 2009  | [ 46 ]                                                              |
| SingTel          | Singapore     | gennaio 2010   | [ 47 ]                                                              |
| Vodafone         | Spagna        | giugno 2010    |                                                                     |
| KDDI             | Giappone      | luglio 2010    | [ 43 ]                                                              |
| Vodafone         | Grecia        | luglio 2010    |                                                                     |
| Movistar         | Spagna        | agosto 2010    | [ 43 ]                                                              |
| T-Mobile         | Regno Unito   | ottobre 2010   | [ 43 ]                                                              |
| Moldtelecom      | Moldavia      | novembre 2010  | [ 43 ]                                                              |
| Vodafone         | Nuova Zelanda | gennaio 2011   |                                                                     |
| Vodafone         | Irlanda       | febbraio 2011  |                                                                     |
| Network Norway   | Norvegia      | febbraio 2011  | fornita da NEC                                                      |
| Optus            | Australia     | aprile 2011    | [ 43 ]                                                              |
| Vodafone         | Australia     | maggio 2011    | [ 43 ]                                                              |
| MegaFon          | Russia        | maggio 2011    | [ 43 ]                                                              |
| Vodafone         | Italia        | maggio 2011    |                                                                     |
| Vodafone         | Ungheria      | maggio 2011    |                                                                     |
| Orange           | Francia       | maggio 2011    | [ 43 ]                                                              |
| Orange           | Romania       | maggio 2011    | [ 43 ]                                                              |
| MTS              | Russia        | maggio 2011    | [ 43 ]                                                              |
| Vodafone         | Rep. Ceca     | luglio 2011    | [ 43 ]                                                              |
| Beeline          | Russia        | agosto 2011    | [ 43 ]                                                              |
| Vodafone         | Paesi Bassi   | ottobre 2011   |                                                                     |
| Cosmote          | Grecia        | ottobre 2011   | [ 43 ]                                                              |
| Vodafone         | Portogallo    | gennaio 2012   | [ 43 ]                                                              |
| Mosaic Telecom   | Stati Uniti   | febbraio 2012  | [ 43 ]                                                              |
| Free             | Francia       | febbraio 2012  | [ 43 ]                                                              |
| 3                | Regno Unito   | febbraio 2012  | [ 43 ]                                                              |
| Zain             | Bahrein       | maggio 2012    | [ 43 ]                                                              |
| Vodafone         | Germania      | agosto 2012    | fornita da Huawei                                                   |
| Globe            | Filippine     | dicembre 2012  | fornita da NEC and Nextivity                                        |
| O2               | Germania      | maggio 2013    | fornita da Alcatel-Lucent                                           |
| M1               | Singapore     | maggio 2013    | fornita da Alcatel-Lucent                                           |
| Orange           | Polonia       | gennaio 2014   |                                                                     |
| Sunrise          | Svizzera      | febbraio 2014  | fornita da NEC                                                      |
| Salt             | Svizzera      | aprile 2014    | fornita da Nokia                                                    |
| DiGi             | Malaysia      | gennaio 2015   | DiGi ha in programma di lanciare a breve un servizio di femtocelle. |
| AIS              | Thailandia    | gennaio 2015   | fornita da Alcatel-Lucent                                           |
| dtac             | Thailandia    | gennaio 2015   | fornita da Alcatel-Lucent                                           |
| Swisscom         | Svizzera      | giugno 2015    | fornita da Cisco                                                    |
| T-Mobile         | Stati Uniti   | novembre 2015  | fornita da Alcatel-Lucent                                           |
| Jio              | India         | luglio 2016    |                                                                     |